# (5700) Homère
(5700) Homère, désignation internationale (5700) Homerus, est un astéroïde de la ceinture principale.

## Description
(5700) Homère est un astéroïde de la ceinture principale. Il fut découvert par Cornelis Johannes van Houten, Ingrid van Houten-Groeneveld et Tom Gehrels le 16 octobre 1977 à l'observatoire Palomar. Il présente une orbite caractérisée par un demi-grand axe de 2,5958 UA, une excentricité de 0,1658 et une inclinaison de 12,9317° par rapport à l'écliptique.
Il fut nommé en hommage à l'aède (poète) de langue grecque Homère, auteur des deux premières œuvres de la littérature occidentale que sont l'Iliade et l'Odyssée.

## Compléments